# Krnjevo

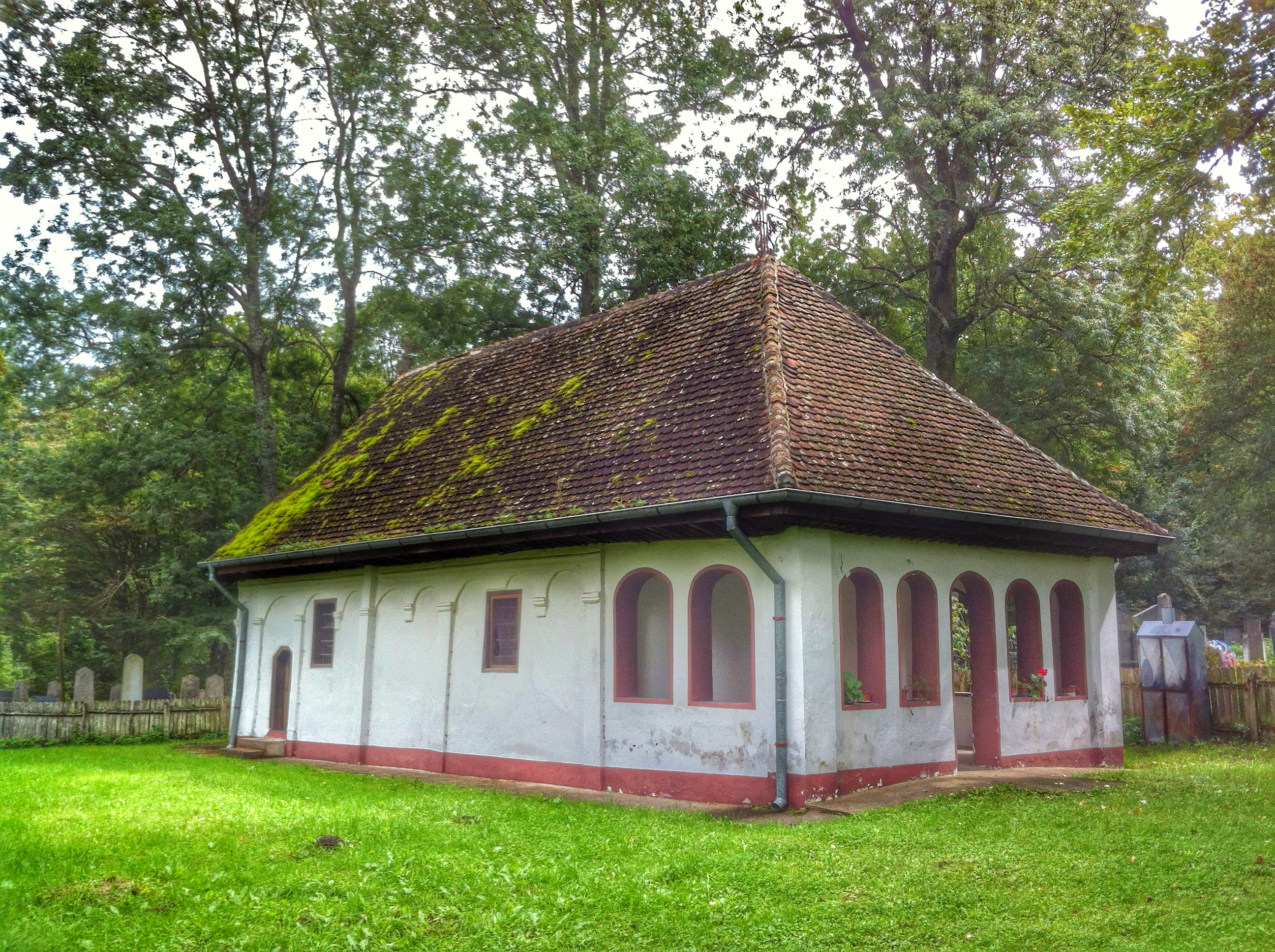
Die alte Kirche

Krnjevo ist eine Ortschaft in der Gemeinde Velika Plana im Verwaltungsbezirk Podunavlje in Serbien. Laut Volkszählung von 2011 hatte Krnjevo 3777 Einwohner (laut Zählung aus dem Jahr 2002 waren es 4803 Einwohner).
Die Kirche in Krnjevo zählt zu gleich als einer der ältesten Kirchen Serbiens